# 伊氏多彩鯰
伊氏多彩鯰，為輻鰭魚綱鯰形目擬油鯰科的其中一種，為温帶淡水魚類，分布於南美洲哥倫比亞和委內瑞拉Turmero河流域，體長可達6公分，棲息在礫石底質且水流湍急的溪流底層水域，生活習性不明。

## 扩展阅读
維基物種上的相關：伊氏多彩鯰